# Centaurea tauscheri
Centaurea tauscheri — вид квіткових рослин родини айстрових (Asteraceae). Ареал: Угорщина, Румунія, Сербія, Косово.